# Anne Wolden-Ræthinge
Anne Wolden-Ræthinge, også kaldet Ninka (født 11. juli 1929 i Gråsten, død 22. april 2016) var en dansk journalist og forfatter.
Ninka var kendt for sin mangeårige skribentvirksomhed i dagbladet Politiken og for sine mange interviews med og biografier af kendte danskere. Modtog i 1974 den danske journalistiske Cavlingpris, for som interviewer og desuden for i fornem deskriptiv form at give læserne nyt indblik i den hverdag, vi lever i.
Navnet Ninka kommer af kaninen Ninka Ninus fra Peter Plys.